# Стените
Стените (или Голямата стена и Вълешката стена) са нисък и остър гребеновиден рид във вътрешната структурна ивица на Средния Предбалкан, области Габрово и Велико Търново.
Рида се издига между Ветринския пролом на река Янтра, който го отделя от рида Меловете на изток и долината на река Негованка, която ги отделя от Крушевския рид на Севлиевските височини на запад. На север склоновета на рида постепенно преминават в Търновските височини, а на юг със стръмни, в повечето случаи отвесни скални венци се спуска към долината на река Селското дере (ляв приток на Янтра).
Дължината на рида от запад на изток е около 10 км, а ширината му от север на юг – 2 – 3 км. Най-високата му точка се намира в западната част, връх Голямата стена (521,8 м).
Изграден е от изправени долнокредни варовити пластове.
Климатът е умерено-континентален със сравнително студена зима и топло лято. От средната част на рида извира река Бохот (десен приток на Росица) под името Курудере. Частично е обрасъл с ниски дъбови и габърови гори.
По северния му склон, на границата с Търновските височини са разположени селата Балван, Ветринци и Ново село.
По северното подножие на рида, на протежение от 12,5 км преминава участък от първокласен път № 4 от Държавната пътна мрежа Ябланица – Велико Търново – Шумен.
В северната му част, между селата Ново село и Балван е разположена защитената местност „Косово“.

## Топографска карта
- Лист от карта K-35-27. Мащаб: 1 : 100 000.